# Phostria tetraplagalis
Phostria tetraplagalis là một loài bướm đêm trong họ Crambidae.